# Neogovea kartabo
Neogovea kartabo - gatunek kosarza z podrzędu Cyphophthalmi i rodziny Neogoveidae.

## Występowanie
Gatunek endemiczny dla Gujany. Znany z Kartabo w rejonie Berbice.